# Abel Domínguez
Abel Domínguez Borrás (San Cristóbal de las Casas, Chiapas, 29 de mayo de 1902 -Ciudad de México, 5 de julio de 1987) fue un músico y compositor mexicano. Fue socio fundador de la Sociedad de Autores y Compositores de México.

## Datos biográficos
Nació en San Cristóbal de las Casas, en el estado de Chiapas, en donde vivió hasta los 18 años. Segundo de 10 hijos del matrimonio Abel Domínguez Ramírez y Amalia Borrás Moreno. Otros dos hermanos, Alberto y Armando, fueron también músicos y compositores reconocidos. 
En San Cristóbal cursó la escuela preparatoria después de la cual se trasladó a la Ciudad de México, donde ingresó al Conservatorio Nacional de Música. Inició más tarde su carrera de compositor: el vals titulado El canto del Jilguero fue su primera obra. 
Abel Domínguez fue objeto de honores y reconocimientos, siendo premiado varias ocasiones en el programa Alborada de la Canción, en la estación radiofónica XEW.
Es autor de gran número de boleros, entre los cuales: Hay que saber perder, Cuando caiga la tarde, Desprecio, Tu imagen, Lejos de ti, Una página, Por ti, Yo soy aquél, Perdón, Óyelo bien, Te vengo a decir adiós, Abandono, entre otros.
El 15 de enero de 1971 se le hizo un reconocimiento público como Socio Fundador de la Sociedad de Autores y Compositores de México (SACM). Fue nombrado hijo predilecto de su ciudad natal en 1978. Falleció el 5 de julio de 1987.